# لاستا
لاستا (صربی: Ласта) شرکت ترابری صربستانی است، که در سال ۱۹۴۷ تأسیس شد.